# Xiangtang
Xiangtang (en chino:向塘镇; pinyin:xiàngtáng zhen) es un poblado en el condado de Nanchang  bajo la administración directa de la ciudad-prefectura de Nanchang,capital de la provincia de Jiangxi,al este de la República Popular China. Su centro urbano se localiza en una zona de llanura a 30 metros sobre el nivel del mar, bañada por el río Gan. Su área total es de 146 km² y su población proyectada para 2014 es de 130 542 habitantes.

## Administración
Desde 2013 el poblado de Xiangtang se dividen en 11 comunidades para la zona urbana y en 19 aldeas para la zona rural:
Comunidades
Central, dōngfēng lù shèqū, tōng zhàn lù shèqū, jiěfàng lù shèqū, mínzhǔ jiē xī lù shèqū, mínzhǔ jiē dōng lù shèqū, tuánjié jiē shèqū, tiělù xīncūn shèqū, xīn jiē shèqū, shūcài shèqū y xiàng běi shèqū.
Aldeas
Táng shù cūn, huángshāncūn, hé tóu cūn, huáng táng cūn, liáng xīcūn, huáng xīcūn, xī luò cūn, jiā xīcūn, xīncūn, gū fāngcūn, gāo tiáncūn, jiàn xiá cūn, hé huǒ qǐ cūn, dīng fāngcūn, xiàng táng cūn, nán diàn cūn, jīng shān cūn, shā tán cūn  y hé shān bèi cūn.